# Bucle azul

Trayectoria evolutiva de una estrella de 5 M_{☉} que muestra un bucle azul

En el campo de la evolución estelar, un bucle azul es una etapa de la vida de una estrella evolucionada en la que pasa de ser una estrella fría a una más caliente antes de volver a enfriarse. El nombre deriva de la forma de la trayectoria evolutiva en un diagrama de Hertzsprung-Russell que forma un bucle hacia el lado azul (es decir, más caliente) del diagrama.
Los bucles azules pueden producirse en supergigantes rojas, estrellas de la rama de las gigantes rojas o estrellas de la rama asintótica gigante. Algunas estrellas pueden sufrir más de un bucle azul. Muchas estrellas variables pulsantes, como las cefeidas, son estrellas con bucles azules. Las estrellas de la rama horizontal no suelen denominarse de bucle azul, aunque sean temporalmente más calientes que las de las ramas de gigante roja o gigante asintótica. Los bucles se producen con demasiada lentitud como para ser observados en estrellas individuales, pero se deducen de la teoría y de las propiedades y distribución de las estrellas en el diagrama H-R.

## Gigantes rojas

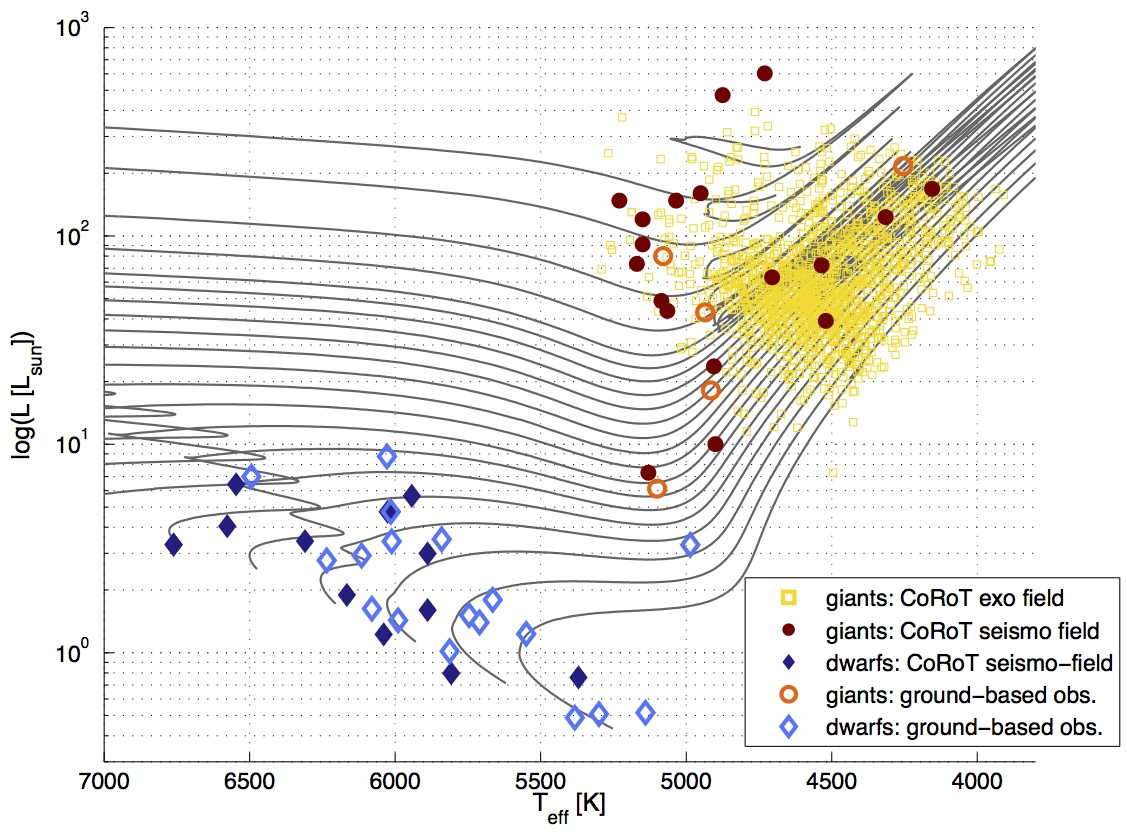
Trayectorias evolutivas estelares, algunas muestran bucles azules en las gigantes rojas más masivas

La mayoría de las estrellas de la rama de las gigantes rojas (RGB) tienen un núcleo inerte de helio y permanecen en la RGB hasta que un flash de helio las desplaza a la rama horizontal. Sin embargo, las estrellas más masivas que unos 2,3 M☉ no tienen un núcleo inerte. Encienden suavemente el helio antes de alcanzar la punta de la rama de las gigantes rojas y se calientan más mientras queman el helio en sus núcleos. Las estrellas más masivas se calientan más durante esta fase y, por lo general, se considera que las estrellas a partir de unos 5 M☉ experimentan un bucle azul, que dura del orden de un millón de años. Este tipo de bucle azul sólo se produce una vez en la vida de una estrella.

## Rama asintótica gigante
Las estrellas que se encuentran en la rama gigante asintótica (AGB) tienen núcleos mayoritariamente inertes de carbono y oxígeno, y fusionan alternativamente hidrógeno y helio en cáscaras concéntricas alrededor del núcleo. El inicio de la combustión de la cáscara de helio provoca un pulso térmico y, en algunos casos, esto hará que la estrella aumente temporalmente su temperatura y ejecute un bucle azul. Pueden producirse muchos pulsos térmicos a medida que las envolturas se encienden y se apagan alternativamente, y pueden producirse múltiples bucles azules en la misma estrella.

## Red supergiants
Las supergigantes rojas son estrellas masivas que han abandonado la secuencia principal y se han expandido y enfriado mucho. Su alta luminosidad y su baja gravedad superficial hacen que pierdan masa rápidamente. Las supergigantes rojas más luminosas pueden perder masa con tanta rapidez que se vuelven más calientes y pequeñas. En las estrellas más masivas, esto puede dar lugar a que la estrella evolucione permanentemente lejos de la etapa de supergigante roja para convertirse en una supergigante azul, pero en algunos casos la estrella ejecutará un bucle azul y volverá a ser una supergigante roja.

## Banda de inestabilidad
Las estrellas que ejecutan bucles azules cruzan la porción amarilla del diagrama H-R por encima de la secuencia principal, de modo que muchas de ellas atraviesan una región llamada franja de inestabilidad porque las capas exteriores de las estrellas en esa región son inestables y pulsan. Se cree que las estrellas de la rama gigante asintótica que cruzan la franja de inestabilidad durante un bucle azul se convierten en variables W Virginis. Las estrellas más masivas, que cruzan la franja de inestabilidad durante un bucle azul desde la rama de las gigantes rojas, se cree que constituyen las variables δ Cephei. Ambos tipos de estrellas tienen fotosferas luminosas e inestables en esta etapa de sus vidas y a menudo tienen los espectros de las supergigantes, aunque la mayoría no son lo suficientemente masivas como para fusionar carbono o llegar a una supernova.